# Baguley Cars

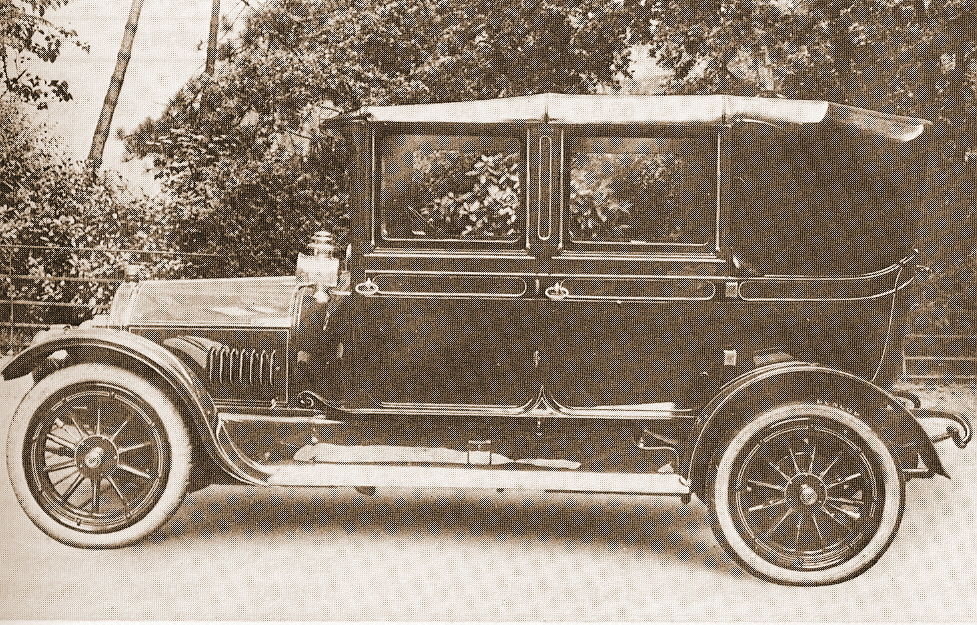
Baguley 4-Zylinder (1914)

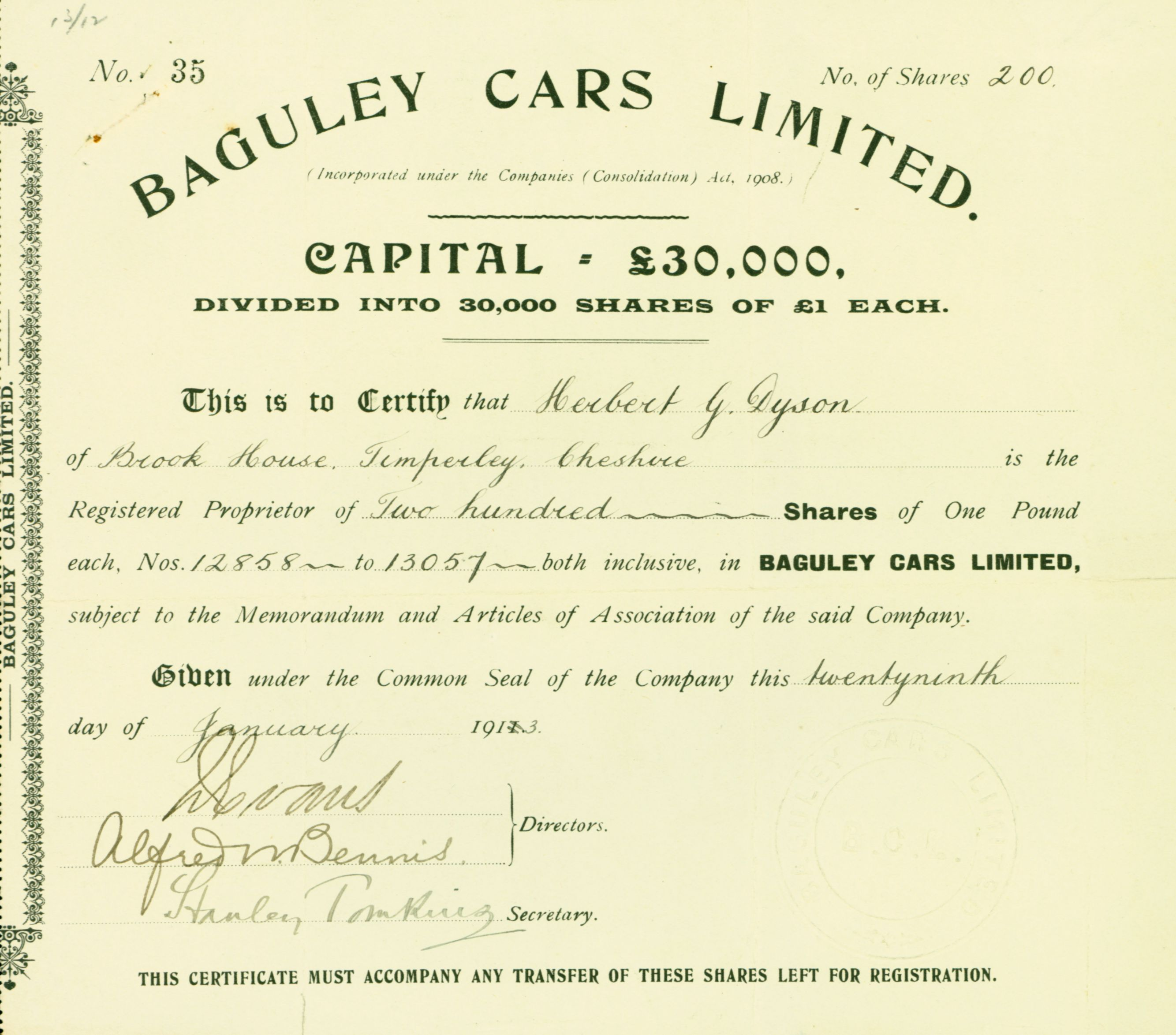
Aktie der Baguley Cars Ltd vom 29. Januar 1913

Die Baguley Cars. Ltd. war ein britischer Automobilhersteller in Burton upon Trent, Staffordshire. Kurz vor dem Ersten Weltkrieg wurden dort einige Jahre Mittelklassewagen gebaut. Das größere Modell lebte nach dem Krieg nochmals kurz auf.
Im Jahre 1912 wurde der Baguley 15/20 hp vorgestellt. Der Wagen war als fünfplätziger Tourenwagen oder Limousine erhältlich und besaß einen seitengesteuerten Vierzylindermotor mit 2.613 cm³ Hubraum.
1914 wurde ihm der Baguley 20/25 hp zur Seite gestellt, der bei etwas verringerten Außenmaßen einen größeren Motor mit 3.307 cm³ Hubraum hatte.
1916 wurde die Fertigung kriegsbedingt eingestellt. 1920 legte man das größere Modell unter gleichem Namen nochmals auf. Allerdings war sein Radstand deutlich gewachsen und auch der Hubraum betrug nun 3.352 cm³. Noch im selben Jahr musste die Firma ihre Tore schließen.

## Modelle
| Modell   | Bauzeitraum | Zylinder | Hubraum  | Radstand |
| -------- | ----------- | -------- | -------- | -------- |
| 15/20 hp | 1912–1916   | 4 Reihe  | 2613 cm³ | 3048 mm  |
| 20/25 hp | 1914–1916   | 4 Reihe  | 3307 cm³ | 2896 mm  |
| 20/25 hp | 1920        | 4 Reihe  | 3532 cm³ | 3200 mm  |

## Quelle
David Culshaw & Peter Horrobin: The Complete Catalogue of British Cars 1895–1975. Veloce Publishing plc. Dorchester (1999). ISBN 1-874105-93-6